# Morris (Minnesota)
Morris ist eine Kleinstadt (mit dem Status „City“) und Verwaltungssitz des Stevens County im US-amerikanischen Bundesstaat Minnesota. Das U.S. Census Bureau hat bei der Volkszählung 2020 eine Einwohnerzahl von 5.105 ermittelt.
In Morris befindet sich mit der University of Minnesota Morris ein Campus des University of Minnesota System mit rund 1900 Studenten.

## Geografie
Morris liegt im Westen Minnesotas am rechten Ufer des Pomme de Terre River, einem linken Nebenfluss des in den Mississippi mündenden Minnesota River. Die geografischen Koordinaten von Morris sind 45°35′10″ nördlicher Breite und 95°54′50″ westlicher Länge. Das Stadtgebiet erstreckt sich über eine Fläche von 13 km².
Benachbarte Orte von Morris sind Cyrus (14,7 km östlich), Hancock (14,5 km südöstlich), Alberta (12 km westlich) und Donnelly (13,3 km nordwestlich).
Die nächstgelegenen größeren Städte sind Fargo in North Dakota (166 km nordnordwestlich), Duluth am Oberen See (381 km nordöstlich), Minneapolis (243 km ostsüdöstlich), Minnesotas Hauptstadt Saint Paul (265 km in der gleichen Richtung) und Sioux Falls in South Dakota (275 km südsüdwestlich).

## Verkehr
Der U.S. Highway 59 führt als östliche Tangente am Zentrum von Morris vorbei. Die Minnesota State Route 9 verläuft in Nordwest-Südost-Richtung als Hauptstraße durch die Stadt und kreuzt im Zentrum über zwei versetzte Einmündungen die Minnesota State Route 28. Alle weiteren Straßen sind untergeordnete Landstraßen, teils unbefestigte Fahrwege sowie innerörtliche Verbindungsstraßen.
Im Stadtgebiet von Morris treffen zwei Eisenbahnstrecken der BNSF Railway zusammen.
Mit dem Morris Municipal Airport befindet sich 5,6 km westsüdwestlich von Morris ein kleiner Flugplatz. Der nächste Großflughafen ist der Minneapolis-Saint Paul International Airport (260 km ostsüdöstlich).

## Demografische Daten
Nach der Volkszählung im Jahr 2010 lebten in Morris 5286 Menschen in 1986 Haushalten. Die Bevölkerungsdichte betrug 406,6 Einwohner pro Quadratkilometer. In den 1986 Haushalten lebten statistisch je 2,23 Personen.
Ethnisch betrachtet setzte sich die Bevölkerung zusammen aus 90,9 Prozent Weißen, 1,3 Prozent Afroamerikanern, 1,5 Prozent amerikanischen Ureinwohnern, 2,5 Prozent Asiaten, 0,1 Prozent Polynesiern sowie 1,1 Prozent aus anderen ethnischen Gruppen; 2,6 Prozent stammten von zwei oder mehr Ethnien ab. Unabhängig von der ethnischen Zugehörigkeit waren 3,2 Prozent der Bevölkerung spanischer oder lateinamerikanischer Abstammung.
17,7 Prozent der Bevölkerung waren unter 18 Jahre alt, 66,2 Prozent waren zwischen 18 und 64 und 16,1 Prozent waren 65 Jahre oder älter. 53,4 Prozent der Bevölkerung war weiblich.
Das mittlere jährliche Einkommen eines Haushalts lag bei 40.114 USD. Das Pro-Kopf-Einkommen betrug 25.679 USD. 21,9 Prozent der Einwohner lebten unterhalb der Armutsgrenze.

## Söhne und Töchter der Stadt
- Aaron Schock (* 1981), Politiker